# Olympische Sommerspiele 2000/Leichtathletik – Kugelstoßen (Frauen)

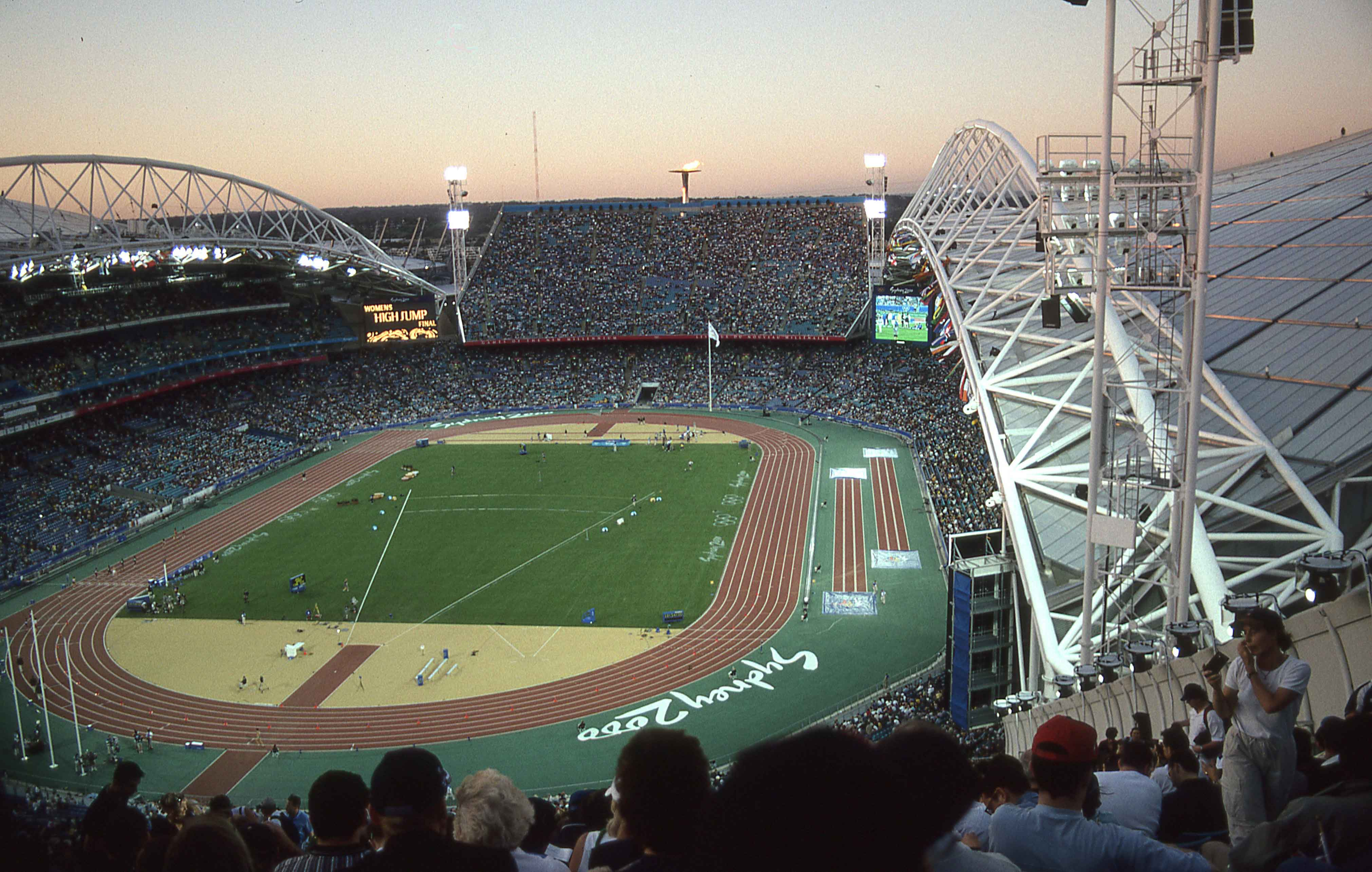
Das frühere ANZ Stadium von Sydney während der Olympischen Spiele 2000

Das Kugelstoßen der Frauen bei den Olympischen Spielen 2000 in Sydney wurde am 27. und 28. September 2000 im Stadium Australia ausgetragen. 25 Athletinnen nahmen teil.
Olympiasiegerin wurde die Belarussin Janina Karoltschyk. Sie gewann vor der Russin Larissa Peleschenko und der Deutschen Astrid Kumbernuss.
Mit Nadine Kleinert-Schmitt nahm eine weitere Deutsche am Wettkampf teil. Sie konnte sich für das Finale qualifizieren und wurde Achte.

Für Österreich ging Valentina Fedjuschina an den Start, die 1988 in Seoul für die Sowjetunion und 1996 in Atlanta für die Ukraine teilgenommen hatte. Fedjuschina erreichte das Finale und belegte Rang zwölf.

Athleten aus der Schweiz und Liechtenstein waren nicht dabei.

## Aktuelle Titelträgerinnen
| Olympiasiegerin 1996                      | Astrid Kumbernuss ( Deutschland) | 20,56 m | Atlanta 1996    |
| Weltmeisterin 1999                        | Astrid Kumbernuss ( Deutschland) | 19,85 m | Sevilla 1999    |
| Europameisterin 1998                      | Wita Pawlysch ( Ukraine)         | 21,69 m | Budapest 1998   |
| Panamerikanische Meisterin 1999           | Connie Price-Smith ( USA)        | 19,06 m | Winnipeg 1999   |
| Zentralamerika und Karibik-Meisterin 1999 | Doris Thompson ( Bahamas)        | 13,23 m | Bridgetown 1999 |
| Südamerika-Meisterin 1999                 | Elisângela Adriano ( Brasilien)  | 19,02 m | Bogotá 1999     |
| Asienmeisterin 2000                       | Nada Kawar ( Jordanien)          | 17,46 m | Jakarta 2000    |
| Afrikameisterin 2000                      | Hanaa Salah el-Melegi ( Ägypten) | 16,01 m | Algier 2000     |
| Ozeanienmeisterin 2000                    | ʻAna Poʻuhila ( Tonga)           | 14,36 m | Adelaide 2000   |

## Rekorde

### Bestehende Rekorde
| Weltrekord         | 22,63 m | Natalja Lissowskaja ( Sowjetunion) | Moskau, Sowjetunion (heute Russland)           | 7. Juni 1987  |
| Olympischer Rekord | 22,41 m | Ilona Slupianek ( DDR)             | Finale OS Moskau, Sowjetunion (heute Russland) | 24. Juli 1980 |

Der bestehende olympische Rekord wurde bei diesen Spielen nicht erreicht. Der weiteste Stoß gelang der belarussischen Olympiasiegerin Janina Karoltschyk mit 20,56 m in ihrem sechsten Versuch im Finale. Damit blieb sie 1,85 m unter dem Olympia- und 2,07 m unter dem Weltrekord.

### Rekordverbesserungen
Es wurden zwei Landesrekorde aufgestellt:
- 20,56 m – Janina Karoltschyk (Belarus), Finale am 28. September, sechster Versuch
- 18,63 m – Kalliopi Ouzouni (Griechenland), Finale am 28. September, dritter Versuch

## Legende
Kurze Übersicht zur Bedeutung der Symbolik – so üblicherweise auch in sonstigen Veröffentlichungen verwendet:
| – | verzichtet |
| x | ungültig   |

Anmerkungen zu zwei Angaben:
- Alle Zeitangaben sind auf Ortszeit Sydney (UTC+10) bezogen.
- Alle Weiten sind in Metern (m) angegeben.

## Qualifikation
27. September 2000, 10:00 Uhr
Die Qualifikation wurde in zwei Gruppen durchgeführt. Sieben Athletinnen (hellblau unterlegt) übertrafen die direkte Finalqualifikationsweite von 18,50 m. Damit war die Mindestanzahl von zwölf Finalteilnehmerinnen nicht erreicht und das Finalfeld wurde mit den fünf nächstbesten Starterinnen beider Gruppen (hellgrün unterlegt) auf zwölf Wettbewerberinnen aufgefüllt. So waren für die Finalteilnahme schließlich 17,84 m notwendig.

### Gruppe A

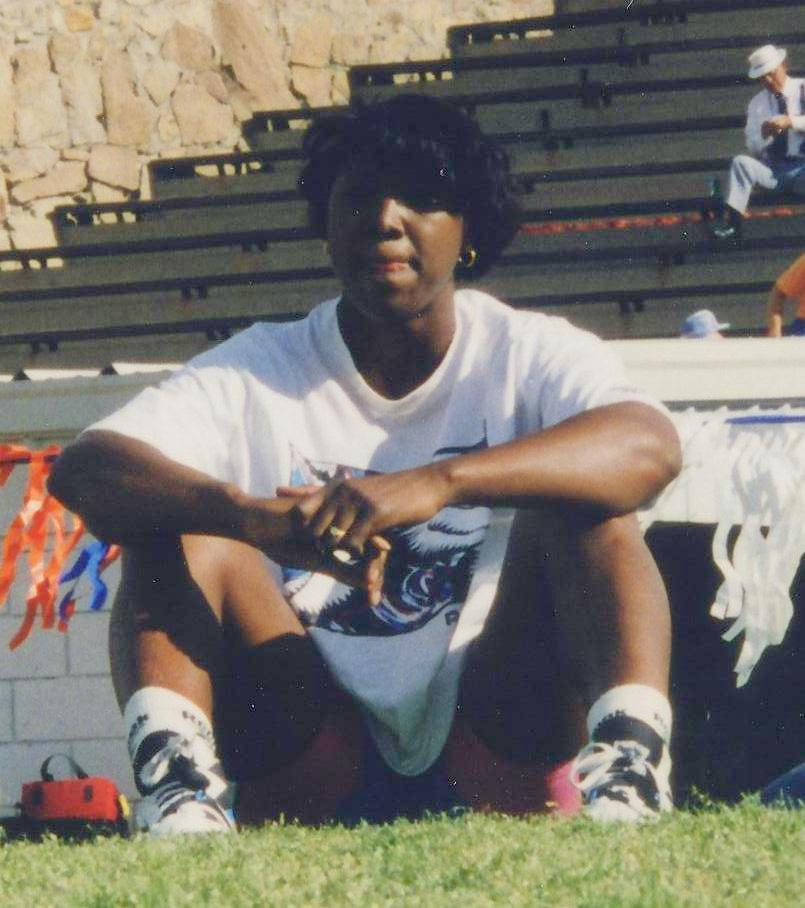
Connie Price-Smith – ausgeschieden mit 17,42 m
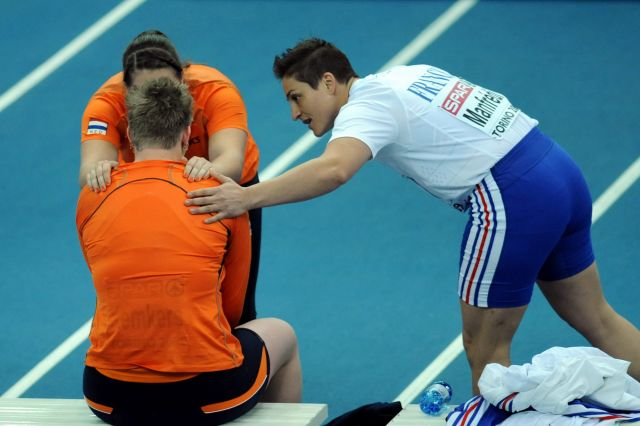
Laurence Manfredi (rechts) – ausgeschieden mit 16,57 m

| Platz | Name                        | Nation              | 1. Versuch | 2. Versuch | 3. Versuch | Weite |
| ----- | --------------------------- | ------------------- | ---------- | ---------- | ---------- | ----- |
| 1     | Krystyna Danilczyk-Zabawska | Polen               | 18,32      | 18,42      | 18,93      | 18,93 |
| 2     | Astrid Kumbernuss           | Deutschland         | 18,90      | –          | –          | 18,90 |
| 3     | Swetlana Kriweljowa         | Russland            | 18,48      | 18,56      | –          | 18,56 |
| 4     | Kalliopi Ouzouni            | Griechenland        | 17,35      | 18,56      | –          | 18,56 |
| 5     | Yumileidi Cumbá             | Kuba                | x          | 18,02      | 18,42      | 18,42 |
| 6     | Cheng Xiaoyan               | Volksrepublik China | 17,67      | 18,23      | x          | 18,23 |
| 7     | Liesbeth Koeman             | Niederlande         | 17,43      | 17,99      | 17,35      | 17,99 |
| 8     | Vivian Chukwuemeka          | Nigeria             | x          | 17,33      | 17,47      | 17,47 |
| 9     | Lee Myung-sun               | Südkorea            | 17,25      | 17,40      | 17,44      | 17,44 |
| 10    | Connie Price-Smith          | USA                 | 17,38      | 16,70      | 17,42      | 17,42 |
| 11    | Laurence Manfredi           | Frankreich          | 16,57      | 16,38      | x          | 16,57 |
| 12    | Martina de la Puente        | Spanien             | x          | 16,30      | x          | 16,30 |

### Gruppe B
| Platz | Name                    | Nation              | 1. Versuch | 2. Versuch | 3. Versuch | Weite |
| ----- | ----------------------- | ------------------- | ---------- | ---------- | ---------- | ----- |
| 1     | Janina Karoltschyk      | Belarus             | 19,36      | –          | –          | 19,36 |
| 2     | Olga Rjabinkina         | Russland            | 17,32      | 18,04      | 19,20      | 19,20 |
| 3     | Larissa Peleschenko     | Russland            | 19,08      | –          | –          | 19,08 |
| 4     | Nadine Kleinert-Schmitt | Deutschland         | 17,75      | x          | 18,39      | 18,39 |
| 5     | Valentina Fedjuschina   | Österreich          | 16,95      | 17,84      | 17,45      | 17,84 |
| 6     | Judy Oakes              | Großbritannien      | 16,96      | x          | 17,81      | 17,81 |
| 7     | Jesseca Cross           | USA                 | 17,15      | 17,27      | 16,91      | 17,27 |
| 8     | Katarzyna Żakowicz      | Polen               | 16,49      | 16,74      | 16,95      | 16,95 |
| 9     | Mara Rosolen            | Italien             | 16,13      | x          | 16,66      | 16,66 |
| 10    | Iolanta Uljewa          | Kasachstan          | 16,38      | 15,11      | 16,31      | 16,38 |
| 11    | Teri Tunks              | USA                 | x          | 15,30      | 16,34      | 16,34 |
| 12    | Yu Xin                  | Volksrepublik China | 15,68      | 16,18      | –          | 16,18 |
| 13    | Nada Kawar              | Jordanien           | x          | 15,67      | x          | 15,67 |

## Finale

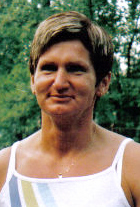
Die Olympiafünfte Krystyna Danilczyk-Zabawska

28. September 2000, 20:30 Uhr
| Platz | Name                        | Nation              | 1. Versuch | 2. Versuch | 3. Versuch | 4. Versuch                                  | 5. Versuch                                  | 6. Versuch                                  | Endresultat | Anmerkung |
| ----- | --------------------------- | ------------------- | ---------- | ---------- | ---------- | ------------------------------------------- | ------------------------------------------- | ------------------------------------------- | ----------- | --------- |
| 1     | Janina Karoltschyk          | Belarus             | 19,43      | x          | 18,76      | 19,11                                       | x                                           | 20,56 NR                                    | 20,56       | NR        |
| 2     | Larissa Peleschenko         | Russland            | 19,16      | 19,92      | 19,79      | x                                           | x                                           | 19,60                                       | 19,92       |           |
| 3     | Astrid Kumbernuss           | Deutschland         | 19,38      | 19,24      | 18,73      | 18,76                                       | 18,89                                       | 19,62                                       | 19,62       |           |
| 4     | Swetlana Kriweljowa         | Russland            | 18,84      | 18,60      | 19,04      | 19,12                                       | 19,37                                       | 19,36                                       | 19,37       |           |
| 5     | Krystyna Danilczyk-Zabawska | Polen               | 18,61      | 17,93      | 19,18      | 18,39                                       | x                                           | 17,16                                       | 19,18       |           |
| 6     | Yumileidi Cumbá             | Kuba                | 18,33      | 18,30      | 18,70      | x                                           | x                                           | x                                           | 18,70       |           |
| 7     | Kalliopi Ouzouni            | Griechenland        | 18,45      | x          | 18,63 NR   | 18,34                                       | x                                           | 17,09                                       | 18,63       | NR        |
| 8     | Nadine Kleinert-Schmitt     | Deutschland         | x          | 18,49      | 18,33      | x                                           | x                                           | x                                           | 18,49       |           |
|       |                             |                     |            |            |            |                                             |                                             |                                             |             |           |
| 9     | Liesbeth Koeman             | Niederlande         | x          | 17,56      | 17,96      | nicht im Finale der besten acht Athletinnen | nicht im Finale der besten acht Athletinnen | nicht im Finale der besten acht Athletinnen | 17,96       |           |
| 10    | Olga Rjabinkina             | Russland            | 17,33      | 17,85      | 17,66      | nicht im Finale der besten acht Athletinnen | nicht im Finale der besten acht Athletinnen | nicht im Finale der besten acht Athletinnen | 17,85       |           |
| 11    | Cheng Xiaoyan               | Volksrepublik China | 17,30      | 17,85      | x          | nicht im Finale der besten acht Athletinnen | nicht im Finale der besten acht Athletinnen | nicht im Finale der besten acht Athletinnen | 17,85       |           |
| 12    | Valentina Fedjuschina       | Österreich          | 16,70      | 17,14      | 16,75      | nicht im Finale der besten acht Athletinnen | nicht im Finale der besten acht Athletinnen | nicht im Finale der besten acht Athletinnen | 17,14       |           |

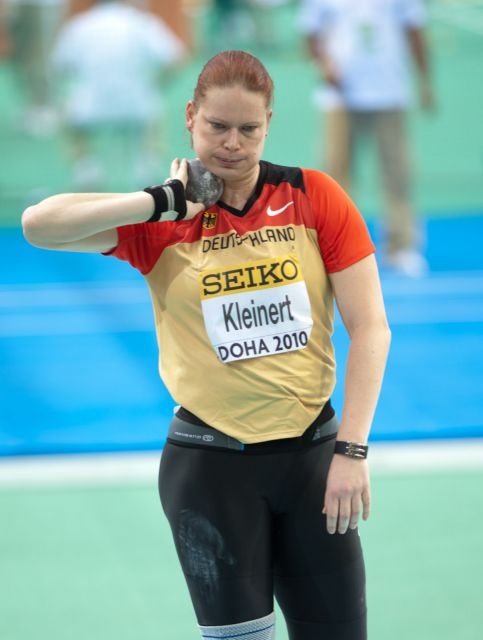
Nadine Kleinert-Schmitt belegte im Finale Rang acht
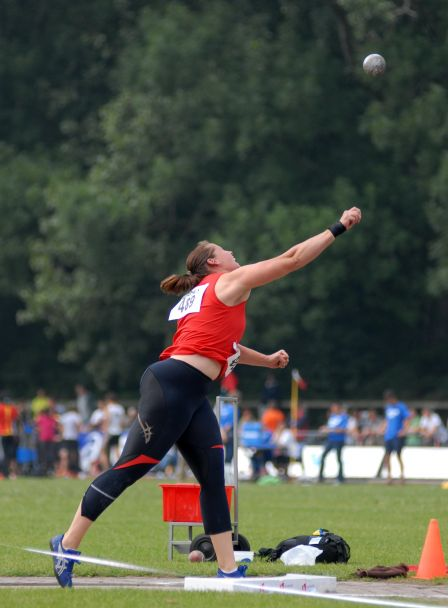
Finalplatz neun für Liesbeth Koeman

Für das Finale hatten sich zwölf Athletinnen qualifiziert, sieben von ihnen über die Qualifikationsweite, weitere fünf über ihre Platzierungen. Teilnehmerinnen waren drei Russinnen, zwei Deutsche sowie jeweils eine Wettkämpferin aus China, Griechenland, Kuba, den Niederlanden, Österreich, Polen und Belarus.
Zu den Favoritinnen gehörten vor allem die Olympiasiegerin von 1996, gleichzeitig Weltmeisterin von 1999 und 1997 Astrid Kumbernuss aus Deutschland, die Siegerin von 1992 und WM-Dritte von 1999 Swetlana Kriweljowa aus Russland, die deutsche Vizeweltmeisterin Nadine Kleinert-Schmitt sowie die Belarussin Janina Karoltschyk als WM-Vierte von 1999 und EM-Dritte von 1998.
Karoltschyk stieß im ersten Versuch 19,43 m, was zunächst einmal die Führung vor Kumbernuss mit 19,38 m bedeutete. In der zweiten Runde übernahm die Russin Larissa Peleschenko mit 19,92 m die Spitze. Bis zum vorletzten Durchgang änderte sich am Klassement auf den vorderen Plätzen nichts. Erst mit ihrem fünften Stoß schob sich Kriweljowa mit 19,37 m bis auf einen Zentimeter an Kumbernuss heran auf Platz vier. Kumbernuss steigerte sich zwar im letzten Versuch noch einmal auf 19,62 m, blieb damit jedoch weiter auf dem Bronzerang. Janina Karoltschyk gelang in ihrem abschließenden Versuch mit 20,56 m der einzige Stoß im gesamten Wettbewerb über die 20-Meter-Marke. Damit wurde sie Olympiasiegerin vor Larissa Peleschenko und Astrid Kumbernuss. Swetlana Kriweljowa belegte Platz vier, die Polin Krystyna Danilczyk-Zabawska wurde Fünfte, die Kubanerin Yumileidi Cumbá Sechste. Rang sieben ging an die Griechin Kalliopi Ouzouni vor Nadine Kleinert-Schmitt.